# Bataille d'Ostrolenka (1807)
Pour les articles homonymes, voir Bataille d'Ostrołęka.
Quatrième Coalition
Batailles
- Cap-Vert (navale)
- San Domingo (navale)
- Río de la Plata
- Pornichet (navale)

- Raguse
- Castel-Nuovo

Campagne de Prusse (1806)
- Schleiz
- Saalfeld
- Auerstaedt
- Iéna
- Halle
- Magdebourg
- Stettin
- Lübeck
- Glogau
- Golymin
- Pułtusk
- Stralsund

Campagne de Pologne (1807)
- Eylau
- Ostrołęka
- Colberg
- Dantzig
- Guttstadt
- Heilsberg
- Friedland

La bataille d'Ostrolenka (Ostrołęka en polonais) eut lieu le 16 février 1807 entre les troupes de Napoléon dirigées par Savary et les troupes russes du général Essen.

## Ordre de bataille
A compléter
- 8e régiment d'infanterie de ligne
- 34e régiment d'infanterie de ligne
- 40e régiment d'infanterie de ligne
- 100e régiment d'infanterie de ligne
- 103e régiment d'infanterie de ligne
- 21e régiment d'infanterie légère
- 17e régiment d'infanterie légère
- 1er régiment d'artillerie
- 2e régiment d'artillerie

## La bataille
Le 16 février 1807 à la pointe du jour, une partie de la division du général Gazan se porte à l'avant-garde. À neuf heures, cette unité rencontre les forces russes sur la route de Nowogrod, les attaque immédiatement et les met en déroute. Mais au même moment les Russes attaquent Ostrolenka par la rive gauche. Le général Campana, avec une brigade de la division Gazan, et le général Ruffin, avec une brigade de la division du général Oudinot, défend la ville. Le général Savary envoie le général de division Reille, chef de l'état-major du corps d'armée. L'infanterie russe, sur plusieurs colonnes, veut emporter la ville. Les Français les laissent avancer jusqu'à la moitié des rues avant d'attaquer au pas de charge et laissent les rues encombrées de morts. Les Russes abandonnent la ville et prennent position derrière les monticules de sable qui la couvrent.
Les divisions des généraux Suchet et Oudinot avancent. À midi, leurs têtes de colonnes arrivent à Ostrolenka. Le général Oudinot, sur deux lignes, commande la gauche. Le général Suchet, le centre. Le général Reille, commandant une brigade de la division Gazan, forme la droite. Il se couvre de toute son artillerie et avance. Le général Oudinot se met à la tête de la cavalerie et charge avec succès. Il taille en pièces les Cosaques de l'arrière-garde russe. Le feu est très vif. Les Russes ploient de côtés et sont repoussés.

## Conséquences
Le lendemain, les Russes sont poursuivis sur plusieurs lieues, mais seuls des traînards sont rattrapés. Les Russes laissent mille deux cents blessés et mille trois cents cadavres sur le champ de bataille. Deux généraux russes, dont le général Souvorov, fils du maréchal Alexandre Souvorov, ont été tués, trois autres ont été blessés. Les Français remportent comme trophées sept pièces de canon et deux drapeaux et déplorent soixante morts et quatre à cinq cents blessés. L'Empereur est très peiné d'apprendre la mort du général de brigade Campana. Le colonel Augustin Duhamel, du  21e régiment d'infanterie légère, et le colonel d'artillerie Lenoury sont parmi les blessés.
L'Empereur ordonne alors au Ve corps de s'arrêter et de prendre ses quartiers d'hiver. Le dégel ne permet aucun mouvement de troupe important ; c'est la saison du repos.
Oudinot reçoit le titre de comte d'Empire et une dotation d'un million. Savary reçoit la Légion d'honneur.
La bataille d'Ostrolenka est mentionnée à Versailles et sur nombre d'étendards de régiments français, ainsi que sur l’arc de triomphe de l'Étoile
En 2022-2023, la quinzième promotion de la classe de CPES (classe préparatoire aux études supérieures) du lycée militaire d’Autun porte le nom de cette bataille.

## Sources
- 62e et 63e bulletin de la Grande Armée.
- Victoires, conquêtes, désastres, revers et guerres civiles des Français depuis 1792 publié par Charles Théodore Beauvais de Préau - 1856, volume 17, p. 73-75